# Salix tianschanica
Salix tianschanica là một loài thực vật có hoa trong họ Liễu. Loài này được Regel miêu tả khoa học đầu tiên năm 1880.